# (37411) 2001 XH152
2001 XH152 (asteroide 37411) é um asteroide da cintura principal. Possui uma excentricidade de 0.06598330 e uma inclinação de 1.51909º.
Este asteroide foi descoberto no dia 14 de dezembro de 2001 por LINEAR em Socorro.